# Australoheros
Australoheros es un género de peces de agua dulce perteneciente a la familia de los cíclidos. Comprende nueve especies que se distribuyen por el sur de América del Sur. El género fue creado en 2006, luego de una revisión del género Cichlasoma, para incluir a Cichlasoma facetum (Australoheros facetus) y especies relacionadas.

## Especies
- Australoheros acaroides (R. F. Hensel, 1870)
- Australoheros angiru Říčan, Piáleck, Almirón & Casciotta, 2011
- Australoheros autrani Ottoni & W. J. E. M. Costa, 2008
- Australoheros barbosae Ottoni & W. J. E. M. Costa, 2008
- Australoheros capixaba Ottoni, 2010
- Australoheros charrua Říčan & S. O. Kullander, 2008
- Australoheros facetus (Jenyns, 1842)
- Australoheros forquilha Říčan & S. O. Kullander, 2008
- Australoheros guarani Říčan & S. O. Kullander, 2008
- Australoheros ipatinguensis Ottoni & W. J. E. M. Costa, 2008
- Australoheros kaaygua Casciotta, Almirón & Gómez, 2006
- Australoheros macacuensis Ottoni & W. J. E. M. Costa, 2008
- Australoheros macaensis Ottoni & W. J. E. M. Costa, 2008
- Australoheros mattosi Ottoni, 2012
- Australoheros minuano Říčan & S. O. Kullander, 2008
- Australoheros montanus Ottoni, 2012
- Australoheros muriae Ottoni & W. J. E. M. Costa, 2008
- Australoheros paraibae Ottoni & W. J. E. M. Costa, 2008
- Australoheros perdi Ottoni, Lezama, Triques, Fragoso-Moura, C. C. T. Lucas & F. A. R. Barbosa, 2011
- Australoheros ribeirae Ottoni, Oyakawa & W. J. E. M. Costa, 2008
- Australoheros robustus Ottoni & W. J. E. M. Costa, 2008
- Australoheros saquarema Ottoni & W. J. E. M. Costa, 2008
- Australoheros scitulus (Říčan & S. O. Kullander, 2003)
- Australoheros taura Ottoni & Cheffe, 2009
- Australoheros tavaresi Ottoni, 2012
- Australoheros tembe (Casciotta, Gómez & Toresanni, 1995)
- Australoheros ykeregua Říčan, Piáleck, Almirón & Casciotta, 2011